# بوني جاي بلاكبيرن
بوني جاي بلاكبيرن (بالإنجليزية: Bonnie J. Blackburn)‏ هي عالمة موسيقى أمريكية، ولدت في 15 يوليو 1939 في ألباني في الولايات المتحدة.